# Carex limosa
Carex limosa és una espècie de càrex.

## Distribució
Aquest càrex és una planta aquàtica o que viu a la vora de l'aigua i sovint es troba en les torberes de Sphagnum a les muntanyes. Està àmpliament distribuïda a Amèrica del Nord i nord d'Euràsia però als Pirineus Catalans només es troba a la Vall d'Aran i viu en torberes i molleres àcides entre els 1900 i 2000 m. Per això es va incloure com a espècie vulnerable a la llista d’espècies amenaçades en la RESOLUCIÓ AAM/732/2015, de 9 d'abril, per la qual es modifica el Catàleg de flora amenaçada de Catalunya

## Descripció
Carex limosa té un gran rizoma i arrels piloses. La seva tija fa un mig metre d'alt. Dalt la tija té espiguetes, les de dlat estaminades i a sota pistil·lades. El fruit és de pocsmm de llargada.